# Richard Cunningham Patterson Jr.
Richard Cunningham Patterson Jr. (1886–1966) va ser un diplomàtic nord-americà.
Patterson va ser l'ambaixador dels Estats Units a Iugoslàvia (1944–1946), Guatemala (1948–1951) i a Suïssa (1951–53). Mentre era ambaixador a Guatemala, va popularitzar el terme prova de l'ànec.

## Primers anys i educació
Patterson va néixer a Omaha, Nebraska, fill de Richard Cunningham Patterson, un advocat, i de Martha Belle Neiswanger. Després de treballar com a treballador a les mines d'or de Dakota del Sud i un any a la Universitat de Nebraska, va rebre un títol d'enginyer de mines a l'Escola de Mines de la Universitat de Colúmbia el 1912.

## Afer Patterson
Enmig de les acusacions a Guatemala que Patterson estava intervenint en els afers interns de Guatemala, i els rumors que la vida de Patterson estava en perill, Patterson va marxar ràpidament cap als Estats Units el 28 de març de 1950. La seva missió a Guatemala va acabar el 24 d'abril de 1951, quan un nou ambaixador, Rudolf E. Schoenfeld, va presentar les seves credencials.